# ФК Дунаујварош
ФК Дунаујварош (мађ. Dunaújváros FC) је мађарски фудбалски клуб. Раније је био познат под именом Дунафер (Dunaferr SE), налази се Дунаујварошу. Био је мађарски фудбалски шампион у сезони 1999/00, сада се налази у другој лиги, западна група.

## Историја

### Домаће првенство
ФК Дунаујварош је основан 1952. године и већ после годину дана од оснивања играо је у првој лиги под именом Стаљинградски металски грађевинари (Sztálinvárosi Vasmû Építõk). Током 1954. године су испали у другу лигу и од онда са променљивом срећом играју у првој и другој мађарској лиги. Клуб је 1961. године променило име у Дунаујвароши Кохас (Dunaújvárosi Kohász SE). Под овим именом најбоља сезона им је била 1977/78 када су завршили на седмом месту.
Под именом ФК Дунафер (Dunaferr SE) су у сезони 1998 ушли у прву лигу и већ следеће сезоне 1999/00, освојили титулу шампиона Мађарске. У сезони 2000/01 Дунаујварош је завршио на другом месту, први је био ФК Ференцварош. Такође ФК Дунаујварош је био учесник финалне утакмице Мађарског купа 2002. године, где је у финалу изгубио од ФК Ујпешта. Одмах следеће сезоне Дунаујварош је испао из прве лиге. У својој историји Дунаујварош је одиграо двадесет прволигашких сезона.

### Промене имена клуба
- Стаљинградски Грађевинар (Sztálinvárosi Építők)
- Стаљинградски Вашаш (Sztálinvárosi Vasas)
- Дунаујвароши Кохас
- ФК Дунафер (Dunaferr SE)
- Шлант/Флинт Дунаујварош
- Дунаујварош Кохас
- ФК Дунаујварош

## ФК Дунаујварош у европским такмичењима
| Сезона  | Такмичење     | Ранг       | Земља     | Клуб         |              |
| ------- | ------------- | ---------- | --------- | ------------ | ------------ |
| 2000/01 | Лига шампиона | 2 коло кв. | Хрватска  | Хајдук Сплит | 2 : 0, 2 : 2 |
|         |               | 3 коло кв  | Норвешка  | Розенборг    | 2 : 2, 1 : 2 |
| 2000/01 | УЕФА куп      | 1 коло     | Холандија | Фајенорд     | 0 : 1, 1 : 3 |
| 2001/02 | УЕФА куп      | кв.        | Кипар     | Олимпијакос  | 2 : 2, 2 : 4 |